# Hammarstjärnen, Dalarna
Hammarstjärnen är en sjö i Malung-Sälens kommun i Dalarna och ingår i Dalälvens huvudavrinningsområde.